# 社会ファシズム論
社会ファシズム（しゃかいファシズム、ドイツ語: Sozialfaschismus、英語: social fascism）とは、社会民主主義をファシズムと同一であるとする見解による用語で、ファシズム勢力より社会民主主義勢力への敵対と打倒を優先すべきとする。その主張および運動方針は、社会ファシズム論または社会民主主義主要打撃論とも言われる。
1920年代後半から1930年代前半に、ヨシフ・スターリン、コミンテルンの支持で各国の共産党が主張し、特にナチス伸張期のヴァイマル共和国時代のドイツ共産党の実践によって顕著であった。しかし結果的にはNSDAPがドイツの政権を獲得し、ドイツ共産党が非合法に追い込まれたため、この方針への反省がおこなわれ、1935年のコミンテルン第7回大会によって自己批判の対象となった。
なお、スターリニズムおよびその後継思想に批判的な陣営がこの言葉を使う場合は、社会帝国主義ないしは全体主義体制のことを指す。

## 概要
社会ファシズム論とは、社会民主主義とファシズムを双子として同一視する見解である。こうした見解が生じた背景としては、ドイツ革命直後のドイツ社会民主党とドイツ共産党の路線対立や、ネップ（新経済政策）後に左傾するソ連内部において、路線対立が先鋭化していたことなどが挙げられる。1924年9月にはヨシフ・スターリンが「社会民主主義とファシズムは対立物ではなく、双生児である」と定式化し、1928年の第6回コミンテルン執行委員会総会は、社会ファシズム論を明示した。
この路線に従ってドイツ共産党はドイツ社会民主党を敵視し、そのために議会では反社会民主党的な行動を繰り返した。ドイツ共産党の武装組織「赤色戦線戦士同盟」が社会民主党党員を襲撃したり、「ヴァイマル政府反対」を掲げナチスの労働者組織と共闘してストライキを行ったりした。とりわけ1929年5月1日にベルリンで行われた共産党の非合法デモを社民党政権が取り締まったことに端を発する血のメーデー事件（31名死亡、数百人負傷、1200人逮捕という惨事になった）で社共対立は絶頂に達した。
激しさを増す社共対立は、同じく反社会民主党の姿勢を打ち出すナチスを結果的に利することになった。世界恐慌下でこうした左派政党内の対立がみられたことは、大衆の彼らへの失望とナチスへの期待を助長させた。また、ナチス政権成立の直前までドイツ共産党とドイツ社会民主党の合計議席数はナチスを上回っており、両政党が連携していればもっとファシズムに対抗する効果的な方策を打ち出すことも可能であった。しかしドイツ共産党の指導者エルンスト・テールマンは「ナチスに政権を取らせよ。ナチスには政権担当能力などなく、そうすれば明日には共産党が政権を取るだろう」と語っていた。結果的には、1933年にヒトラー政権が成立し、「ヨーロッパ最強」と言われたドイツ共産党は弾圧によって暴力的に急速に解体されることになる。ナチス・ドイツ政府は、1935年3月には再軍備を宣言した。こうした中で、1935年のコミンテルン第7回大会では人民戦線戦術が採択され、反ファシズムのために諸勢力が結集する方針が示された。これにより社会ファシズム論は否定されることになった。

## 批判
スターリン主義と対立していたレフ・トロツキーは社会ファシズム論を批判し、ドイツ共産党と社会民主党は連帯してナチスに立ち向かうべきだと主張したが、スターリン主義に忠実だったドイツ共産党からは聞き入れられなかった。この件に関する論考は、トロツキー死後の1962年と1969年に「社会ファシズム論批判」として出版された。